# يوريكراتس
يوريكراتس (باليونانية: Εὐρυκράτης)هو ابن بوليدوروس، والملك الجادي عشر لأسبرطة من سلالة أجيداي، وأب أناكساندر الذي سيخلف الحكم من بعده.

## وصلات خارجية
- مولر، كارل أوتفريد تاريخ وآثار السلالة الدورية. (باللغة الإنجليزية)